# Lluís Cercós Casalé
Lluís Cercós Casalé (Vilafranca del Penedès, 13 de maig de 1956 - 27 de febrer de 1993) pintor, professor de dibuix i pintura.

## Biografia
Va estudiar batxillerat a l'escola Sant Ramon de Penyafort i viatjà a Grècia amb Antoni Piqué qui l'inicià en l'escriptura de la poesia i li va despertar un pregon interès per la cultura clàssica. Acabat el Curs d'Orientació Universitària (COU) a l'Institut Ausiàs March de Barcelona, entrà a la Facultat de Medicina de la Universitat de Barcelona seguint els passos del seu pare, Daniel Cercós Villarroya, i dels seus dos germans grans, metges de professió. Durant els primers anys a la universitat, va combinar els estudis de medicina amb els de psicologia, els quals va abandonar a ran d'un viatge a Roma i Florència l'estiu de 1973. De tornada a Barcelona, va decidir dedicar-se a l'estudi de la pintura i es va matricular a la Facultat de Belles Arts "Sant Jordi".
El 1975 va realitzar la seva primera exposició individual a la sala de la Caixa de Pensions de Vilafranca en què presentà dibuixos a llapis i bodegons. El 1978 es va llicenciar en Belles Arts i començà a impartir classes de dibuix a l'Escola Aula de Sant Cugat del Vallès. El 1981 va retornar a Vilafranca i s'incorporà a l'Escola d'Arts i oficis Artístics del Penedès com a professor de dibuix i pintura, treball que mantingué fins a la seva mort. Cercós va compaginar sempre la seva tasca docent amb estudis i investigacions sobre teoria de l'art i procediments pictòrics, alhora que escrivia poesia, pintava i anotava primmiradament fragments de lectures i de somnis.
Entre 1981 i 1987 va participar en diverses exposicions col·lectives a Barcelona, Vilanova i Vilafranca i realitzà els primers retrats. El 1987 efectuà una mostra en solitari al bar Zè de Vilafranca en què es posà de manifest el seu interès per l'estudi de la teoria del color i per les tècniques emprades pels grans mestres de la pintura, així com la seva obcecació per allunyar la seva obra tant de les tendències en pictòriques en voga, com de la recreació de models pictòrics preexistents. D'ençà el 1987, el seu treball com a pintor se centrà sobretot en la investigació de la forma, la figura, la composició, l'espai i el color com a elements expressius, d'una banda; i en l'experimentació de temes onírics, fortament personals o bé carregats de referents intel·lectuals, per altra.
El 1988, va traslladar la seva residència al carrer Valldonzella de Barcelona, on va compartir habitatge amb Eulàlia Valldosera, també pintora. De l'etapa de Valldonzella en van sorgir les sèries de tremp d'ou presentades a les edicions del Fir'art de 1988 i 1989, i els olis sobre paper que mostrà en la seva darrera exposició, el 1991, a la galeria Kaixú de Vilafranca del Penedès. El trasllat a Barcelona li va permetre perfeccionar la pintura de model al Cercle Artístic de Sant Lluc i endegar el seu treball de grau (Tesina) que va deixar inacabat en emmalaltir el 1992. Es tractava d'una recerca sobre l'obra dels pintors de les primeres avantguardes en què Cercós palesà les diferències entre l'obra escrita i la pràctica pictòrica d'artistes com ara Kandinsky, Klee, Itten, Malèvitx, Mondrian, Derain, Dalí o de Chirico.
El 2007, el Servei de Cultura de l'Ajuntament de Vilafranca li va dedicar una retrospectiva antològica que palesava la versatilitat, maduresa i originalitat de la seva pintura.